# (11428) Alcinoos
(11428) Alcinoos ist ein Asteroid aus der Gruppe der Jupiter-Trojaner. Damit werden Asteroiden bezeichnet, die auf den Lagrange-Punkten auf der Bahn des Jupiter um die Sonne laufen.
(11428) Alcinoos wurde am 24. September 1960 von dem niederländischen Astronomenehepaar Cornelis Johannes van Houten und Ingrid van Houten-Groeneveld entdeckt. Die Entdeckung geschah im Rahmen des Palomar-Leiden-Surveys, bei dem von Tom Gehrels mit dem 120-cm-Oschin-Schmidt-Teleskop des Palomar-Observatoriums (IAU-Code 675) aufgenommene Feldplatten an der Universität Leiden durchmustert wurden. Er ist dem Lagrangepunkt L4 zugeordnet.
Der Asteroid ist nach der mythologischen Figur des Alkinoos benannt, dem König der Phaiaken, der  Odysseus gegen Ende seiner Irrfahrten freundlich aufnahm und schließlich nach Ithaka brachte.